# Žralok sedmižábrý
Žralok sedmižábrý (Heptranchias perlo) je druh žraloka z čeledi Hexanchidae. Má ostrý rypec a sedm žaberních štěrbin (většina žraloků jich má pět). Loví olihně, korýše a ryby u dna. Vyskytuje se v teplejších oceánech celé zeměkoule. Mladí jedinci mají na konci hřbetní ploutve a na horní polovině ocasní ploutve černé skvrny, které postupně blednou.